# Lúcio Estertínio Nórico
Lúcio Estertínio Nórico (em latim: Lucius Stertinius Noricus) foi um senador romano nomeado cônsul sufecto para o nundínio de maio a agosto de 113 com Lúcio Fádio Rufino. Era filho de Lúcio Estertínio Ávito, cônsul sufecto em 92, e irmão mais novo de Públio Estertínio Quarto, cônsul sufecto em 112. Seu cognome é uma referência ao seu nascimento na Nórica durante o mandato de seu pai como governador da província.
Sua filha, Estertínia Rufina, se casou com Décimo Fonteio Frontão e os dois foram pais de Décimo Fonteio Frontoniano Lúcio Estertínio Rufino, cônsul sufecto na década de 160.